# محمد جمعة (سياسي)
محمد جمعة هو سياسي تونسي.

## السيرة الذاتية
شغل محمد جمعة منصب وزير الشؤون الاجتماعية في حكومة الهادي نويرة وذلك بين 26 ديسمبر 1977 و7 نوفمبر 1979.